# Gōujiàn
Gōujiàn (勾踐T; fl. V secolo a.C.) fu re di Yue al termine del periodo delle primavere e degli autunni. Era il proprietario della spada di Gōujiàn.